# Lūkass Vapne
Lūkass Vapne (Riga, 13 agosto 2003) è un calciatore lettone, centrocampista del Sogndal, in prestito dal Metta, e della nazionale lettone.

## Caratteristiche tecniche
Di ruolo centrocampista centrale, può ricoprire anche il ruolo di trequartista.

## Carriera

### Club
Ha fatto il suo debutto nella Virsliga il 16 giugno 2020 all'età di 16 anni lo Spartaks Jūrmala. Nel gennaio del 2021 ha firmato il suo primo contratto da professionista con il Metta.
Nella seconda metà della stagione 2022 è stato ceduto in prestito al  Valmiera, con il quale ha disputato 10 partite, laureandosi campione della Lettonia. Dopo la stagione, è tornato al Metta, dove ha giocato l'intera stagione 2023. Nel gennaio del 2024 è stato nuovamente ceduto in prestito al Valmiera.

### Nazionale
Ha giocato nelle nazionali giovanili lettoni Under-17, Under-19 ed Under-21.
Ha debuttato da titolare con la nazionale maggiore lettone l'8 giugno 2024, nella sconfitta per 0-2 contro la Lituania nell'incontro della Coppa del Baltico, giocata allo stadio Daugava.

## Palmarès
- Campionato lettone: 1

Valmiera: 2022